# Dasyleurotettix infaustus
Dasyleurotettix infaustus är en insektsart som först beskrevs av Walker, F. 1871.  Dasyleurotettix infaustus ingår i släktet Dasyleurotettix och familjen torngräshoppor. Inga underarter finns listade i Catalogue of Life.